# Уна (вельможа)
Уна — давньоєгипетська історична особистість, вельможа, служив в епоху VI династії Стародавнього царства за царів Теті, Пепі I та Меренра I.

## Життєпис

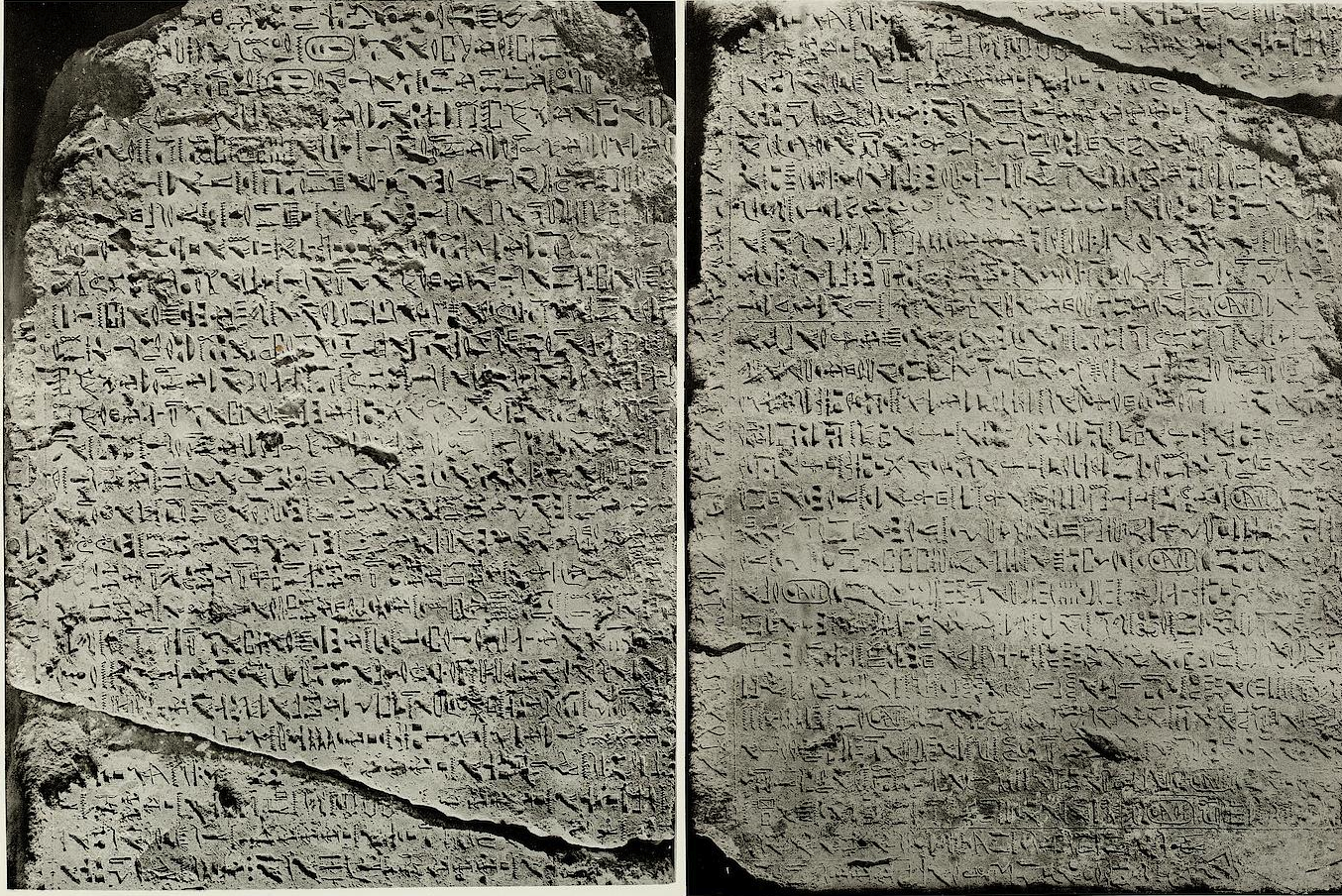
Автобіографія Уни у Єгипетському музеї Каїру

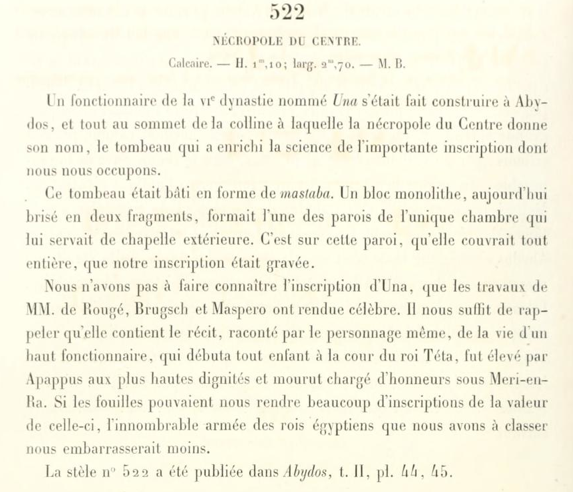
Автобіографія Уни — записана Огюстом Маріеттом

Народився за фараона Унаса, кар'єру почав за Теті — був фінансовим чиновником і царським лісником. Коли до влади прийшов Пепі I, як суддя займався розслідуванням заколоту проти фараона, в організації якого обвинувачувалась одна з п'яти дружин Пепі — цариця Амітсі. В той самий час Уна робив успішну військову кар'єру. Його вміння і талант у військовому мистецтві не тільки зробили його воєначальником всієї єгипетської армії, він також отримав право особисто керувати битвами — привілей, який мав лише фараон. Уна провів реорганізацію армії, деякі з його реформ збереглись до епохи Нового царства. Він першим рекрутував у склад армії нубійців, створив загони лучників, укріпив дисципліну, щоб припинити безконтрольне пограбування завойованих територій.
Пізніше, за фараона Меренра I був призначений правителем Верхнього Єгипту. Окрім цього відомо, що Меренра відправив Уну у гранітні каменярні в область Ібхат (вище других порогів), для саркофагу і облицювання для своєї піраміди. Після цього Меренра доручив Уні встановити безпреривне водне сполучення з гранітними каменярнями в обхід перших порогів, що той і зробив — збудувавши п'ять каналів.
Гробниця Уни знайдена в некрополі в Абідосі, на одній зі стін якої ієрогліфами написана його «автобіографія».